# Clara Montes Gámir
Clara Montes Gámir (Madrid, 1968), coneguda artísticament com a Clara Montes és una cantant espanyola de cançó d'autor i copla.

## Trajectòria artística
Clara Montes és una dona de veu clara i diàfana, té orígens gaditans i resideix a Cadis, fuig d'encasellaments i etiquetes musicals, té un gran respecte cap al flamenc, en el que el seu pare la va iniciar, abans d'arrencar-se com a cantant a Buenos Aires en 1990 i d'aprendre a tocar-lo en guitarra amb el mestre Andrés Batista.
En la trajectòria artística inicial de Clara Montes compten també els anys que va passar cantant en el quadre de dansa Contrastes, dirigit per Ana Mercedes (1991-1994). I el Primer Premi de Cançó Espanyola (Certamen de Participació Ciutadana de Madrid, 1992). Un guardó al qual va seguir el seu pas pel circuit de cafès-concert de Madrid i la seva col·laboració en l'àlbum Emboscados (1994) d'Amancio Prada, oratori per a dues veus, guitarres, flauta, percussió, violí i violoncel amb arranjaments de Ricard Miralles, així com en la gira a la qual va donar lloc aquest treball (1993-1997).
Una altra important col·laboració en els seus inicis és Diván del Tamarit (1998) de Carlos Cano sobre textos de Federico García Lorca. Al cantautor andalús l'homenatjaria posteriorment en el disc Carlos Cano. Que naveguen los sueños (2001) amb el tema Tango de las madres locas.
En 1998 publica el seu primer disc en solitari Clara Montes canta a Antonio Gala, amb el qual es dona a conèixer al gran públic i en el qual presenta els poemes amorosos de l'escriptor cordovès que troben la música en la seva veu dolça, amb el beneplàcit de l'autor i amb producció de Rosa León. Popularitza temes com a Agua me daban a mí, Tú me abandonarás, A pie van mis suspiros o Buscador. Pedro Ruiz Céspedes la dona a conèixer al seu programa de TVE La noche abierta.
En el seu segon disc Clara Montes va retre homenatge al seu origen gadità a El sur de la pasión (2000), on refugiant-se en la mar, en la seva Cadis, va preparar l'àlbum dirigit i produït per Rosa León, amb arranjaments de Jacques Morelenbaum i temes com Por alegrías, Plata y albero, Luna brava o Lisboa. Es descriu com una artista "mancada de versatilitat que acaba portant al seu terreny -el de la cançó andalusa- un fado, una copla, una samba o una sevillana".
El 2001 col·labora en els discos col·lectius: Mujer amb la seva interpretació de Te recuerdo Amanda i Hay que volver a empezar amb el tema Sólo mía.En el mateix any participa en les bandes sonores de Sólo mía i I love you, baby.
El 2002 publica Canalla pa´bien gravat al Teatro Pavón de Madrid, en el que es presenta en estat pur, el concert-enregistrament va ser coproduït i arreglat per Nacho Mañó, de Presuntos Implicados, i la mateixa Clara Montes, i el repertori va estar compost en la seva majoria de noves cançons amb alguna revisió de temes dels seus discos anteriors. Clara Montes comparteix escenari amb Arcángel, Shuarma (ex Elefantes), Natalia Dicenta o Josele Santiago de Los Enemigos, entre d'altres, el disc inclou Sólo mía, a cançó principal de la banda sonora original de la pel·lícula del mateix títol, dirigida per Javier Balaguer.
En aquest any també participa en l'homenatge que Cuba, a través del Teatre Nacional de l'Havana, li rendeix al cantautor i poeta granadí Carlos Cano, compartint escenari al costat d'artistes com Pablo Milanés o Javier Ruibal entre d'altres, interpretant cançons tan populars com Habaneras de Cádiz o La bien pagá. Participa en el documental El gran Gato del director de cinema català Ventura Pons, un homenatge al rumber Gato Pérez, on interpreta el tema Luna brava, intervenen també Luis Eduardo Aute, María del Mar Bonet, Moncho, Martirio, Kiko Veneno, Manel Joseph de l'Orquestra Plateria, entre d'altres.
En 2004 edita Uniendo puertos, on inclou La mirada violeta, tema principal de la banda sonora d'idèntic títol protagonitzat per Cayetana Guillén Cuervo, a més d'una versió del fado Extraña forma de vida o de Romance de Curro el Palmo, el clàssic de Joan Manuel Serrat, entre altres peces. Un disc que viatja pel Mediterrània i que porta des del fado portuguès a la música italiana, passant per la rumba andalusa als sons àrabs, deixant un sabor de mar en tots els seus temes.
En 2005 Clara Montes realitza una gira de tardor-hivern en teatres i auditoris presentant l'espectacle Memoria del Sur alternant-les amb les presentacions del seu últim disc, compartint repertori i escenari amb l'artista Valderrama. A més de ser un clam per la música del sud, el recital que oferiran a Madrid conjuntament Valderrama i Clara Montes, 'Memoria del sur', s'erigeix com una reivindicació de tots els surs. Per això, no és el seu un espectacle de flamenc i cobla o del purisme més recalcitrant. Com a joves que són, es manifesten a favor d'una música oberta a nous aires, a varietat i a actualitat, tal. Així, mentre ell es dona a un pop teixit a cops de calaix, amb més palmes que bateria i a guitarra espanyola més que acústica, ella es mou per registres del fado, la música italiana, la rumba andalusa i els sons àrabs, esquitxats tots ells de la seva personal veu i del seu estil. La cançó és en 'Memoria del sur', doncs, un mitjà de transport de sentiments, somnis i emocions del poble andalús i la seva projecció universal pel Mediterrani i Amèrica.
També en 2005 col·labora en el disc Que te vaya bonito, un tributo a México amb la ranxera Como yo te amé i en el disc benèfic No os olvidamos. Homenaje a las víctimas del 11-M on hi canta De Madrid al cielo al costat de María Dolores Pradera, Elena Bugedo, Javier Gurruchaga y Valderrama, a més del tema Niños de la guerra en solitari.
El 2007 s'edita el seu disc Desgarrada, en el que canta nuevas y viejas coplas, produït per Joan Valent, en el qual canta noves i velles cobles, produït per Joan Valent, un disc que va néixer de la seva gira homònima i que ha anat evolucionant fins a oferir música molt directa i molt en directe. També en 2007 participa en el disc La Zarzuela+Pop (Fundación Autor) cantant Por la calle de Alcalá.
En 2009 publica el disc A manos llenas un homenatge a les coples de Rafael de León i en 2010 publica el CD+dvd Sinfónica Clara, un recorregut simfònic per la seva carrera gravat en directe en el Teatre Jovellanos de Gijón l'11 d'abril de 2010 al costat de l'Orquestra Simfònica Ciutat de Gijón.
El 2017 publica Los Amores Oscuros, una obra de teatre sobre el relat de l'últim amor de Federico García Lorca, en la qual Clara Montes juntament amb Antonio Campos canten i actuen.

## Discografia
- Canta a Antonio Gala (1998)
- El sur de la pasión (2000)
- Canalla Pa' Bien (2002)
- Uniendo Puertos (2004)
- Desgarrada (2007)
- A Manos Llenas (2009)
- Sinfonica Clara (2010)
- Vuelvo A Antonio Gala (2013)
- Los Amores Oscuros (2017)